# Dětřichov (district de Liberec)
Pour les articles homonymes, voir Dětřichov.
Dětřichov  (en allemand : Dittersbach) est une commune du district et de la région de Liberec, en République tchèque. Sa population s'élevait à 718 habitants en 2021.

## Géographie
Dětřichov se trouve à 5 km au sud-ouest de Frýdlant, à 15 km au nord de Liberec et à 101 km au nord-est de Prague.
La commune est limitée par Kunratice au nord, par Frýdlant à l'est et au sud, et par Heřmanice à l'ouest.

## Histoire
La première mention écrite de la localité date de la fin du XIVe siècle.

## Galerie

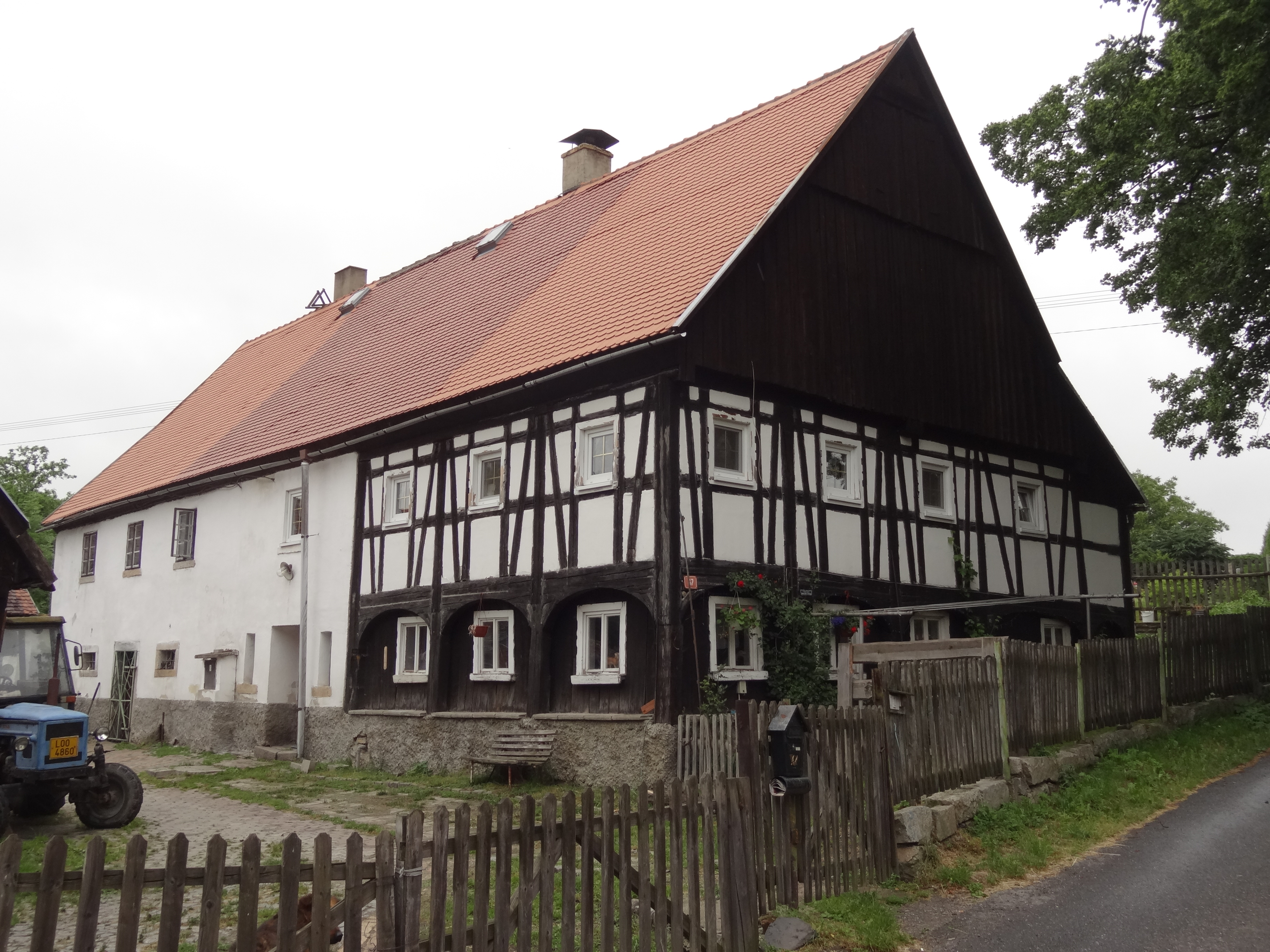
Architecture traditionnelle.
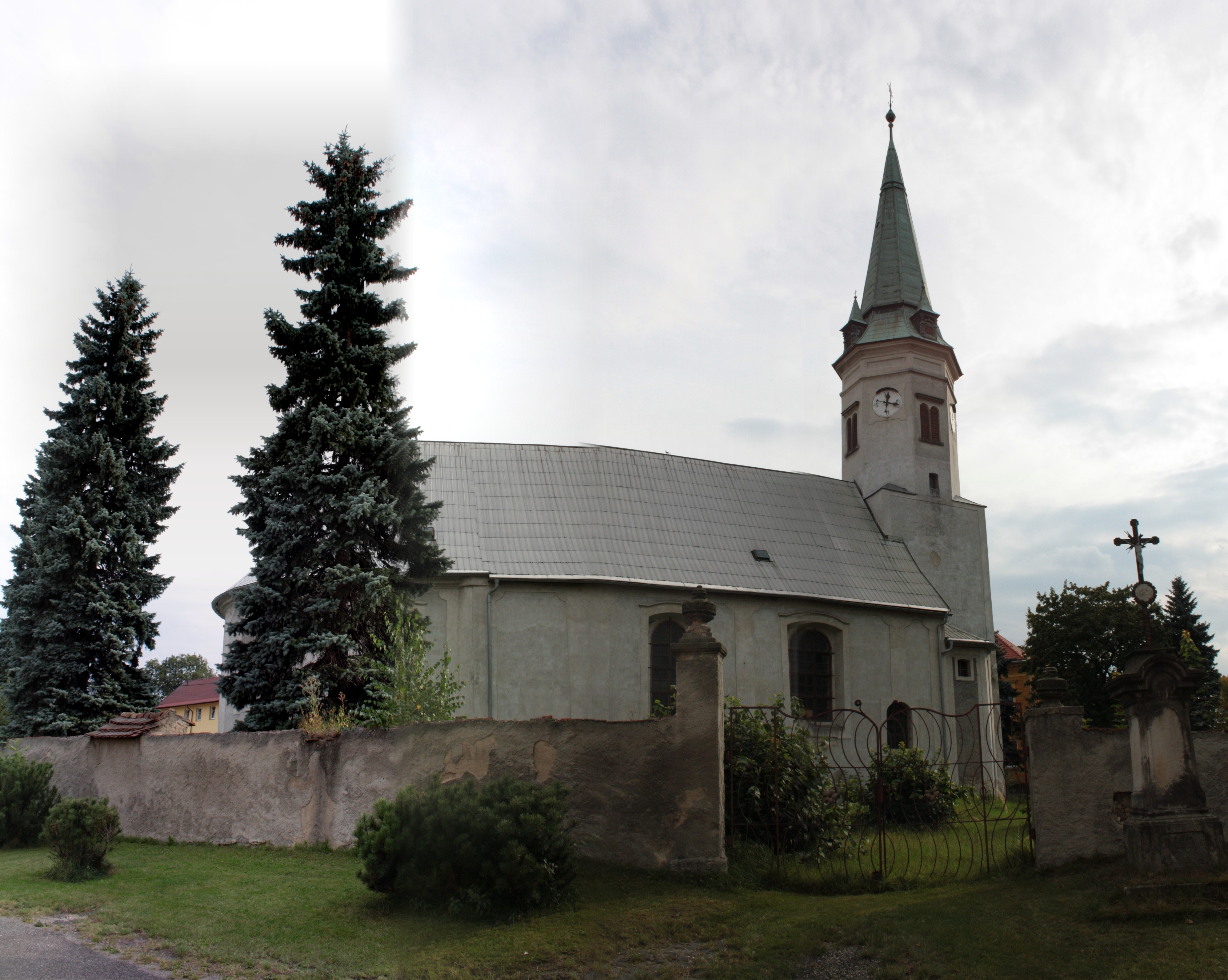
Église Saint-Anne.

## Transports
Par la route, Dětřichov se trouve à 6 km de Frýdlant, à 21 km de Liberec et à 130 km de Prague.